# Phytomyza zarzyckii
Phytomyza zarzyckii är en tvåvingeart som beskrevs av Nowakowski 1975. Phytomyza zarzyckii ingår i släktet Phytomyza och familjen minerarflugor.
Artens utbredningsområde är Polen. Inga underarter finns listade i Catalogue of Life.